# 阿姆斯特丹公共图书馆

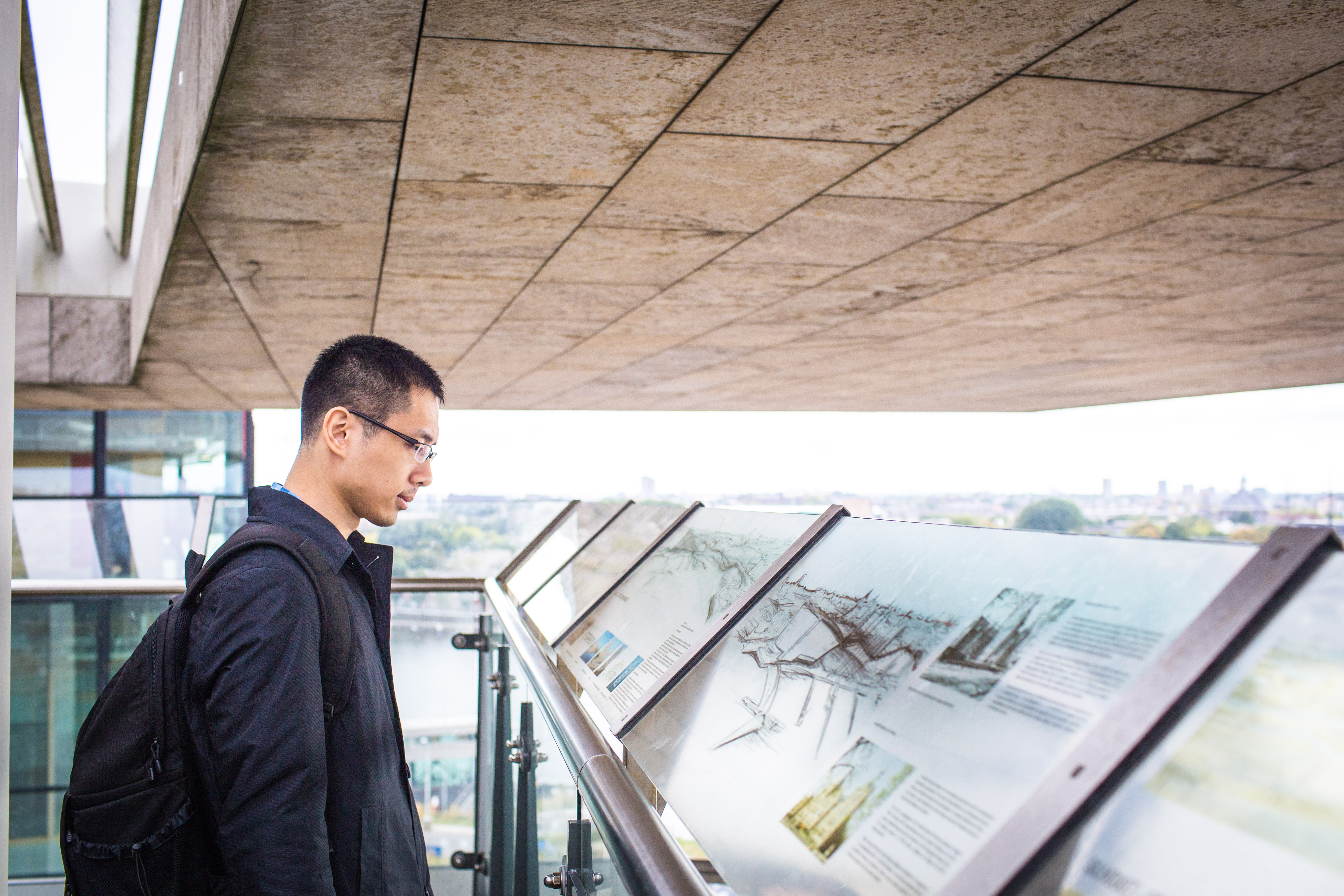
图书馆顶楼的阳台可以俯瞰这座城市

阿姆斯特丹公共图书馆 (荷蘭語：Openbare Bibliotheek Amsterdam) 是位于荷兰阿姆斯特丹的公共图书馆，也是欧洲最大的公共图书馆。第一家图书馆1919年在皇帝运河开幕，2007年，该公共图书馆系统已经拥有28家公共图书馆以及43处租借中心，例如在医院。2005年，阿姆斯特丹公共图书馆拥有170万册图书和16.5万注册成员，全年借出去500万册图书。

## 中央图书馆

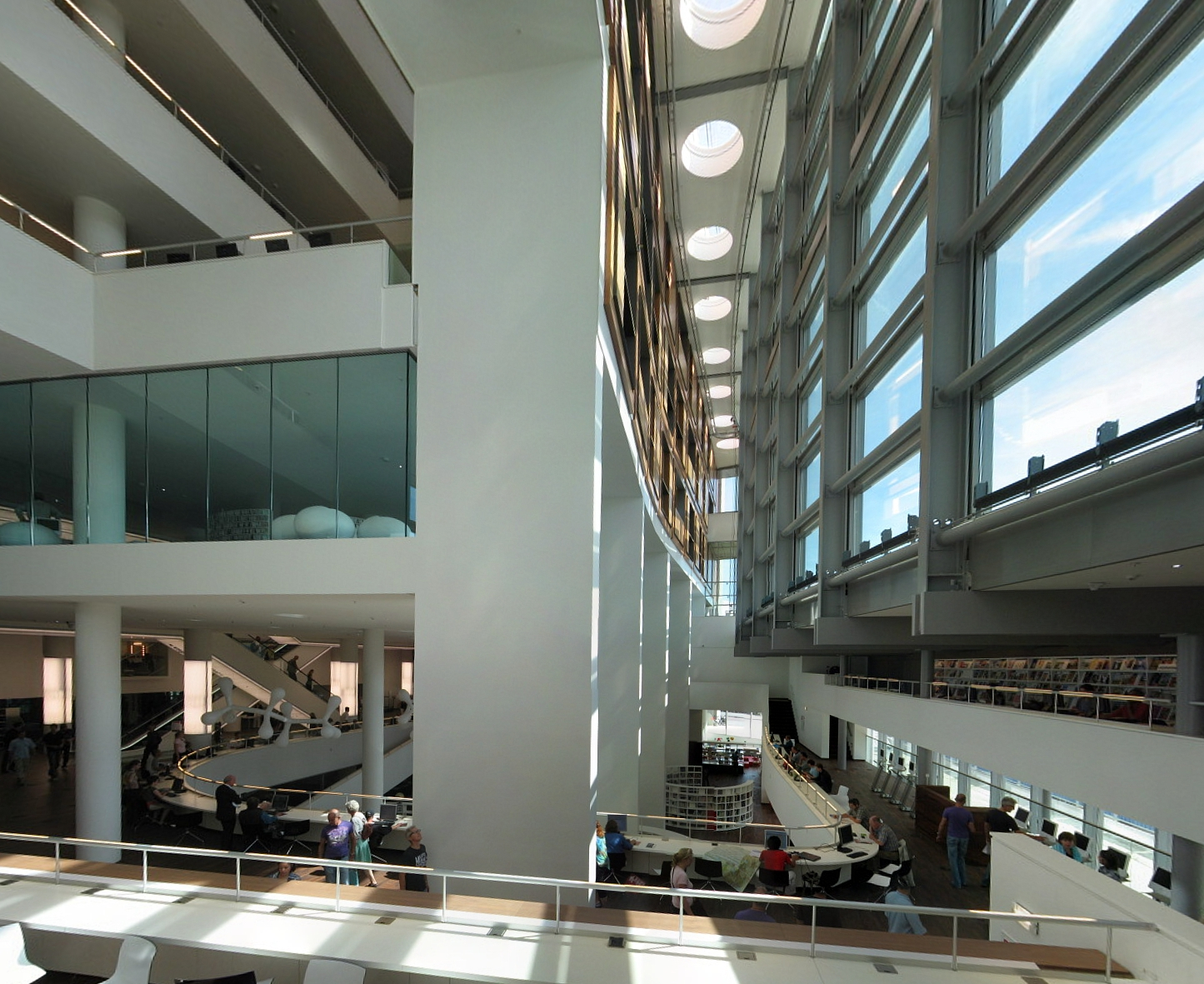
中央图书馆内部

中央图书馆是公共图书馆系统里最古老的一处，1977年搬迁到王子运河，2007年7月7日搬迁至现在位置Oosterdokseiland，紧邻着阿姆斯特丹中央车站。图书馆共有十层楼，总面积达到28,500平方米，拥有1200个座位，其中600个都是可以和电脑相连接。此外还包括了一处礼堂，一处展览室，一处图书馆博物馆和2000个自行车停靠点。在第七层是V&D La Place自助服务餐厅和一个面向南方的阳台。

## 建筑设计
该图书馆总共花费8000万欧元，由荷兰前国家级建筑师Jo Coenen设计，他还亲自操刀设计紧挨着的KNSM Island以及马斯特里赫特中央图书馆和海尔伦中央图书馆。

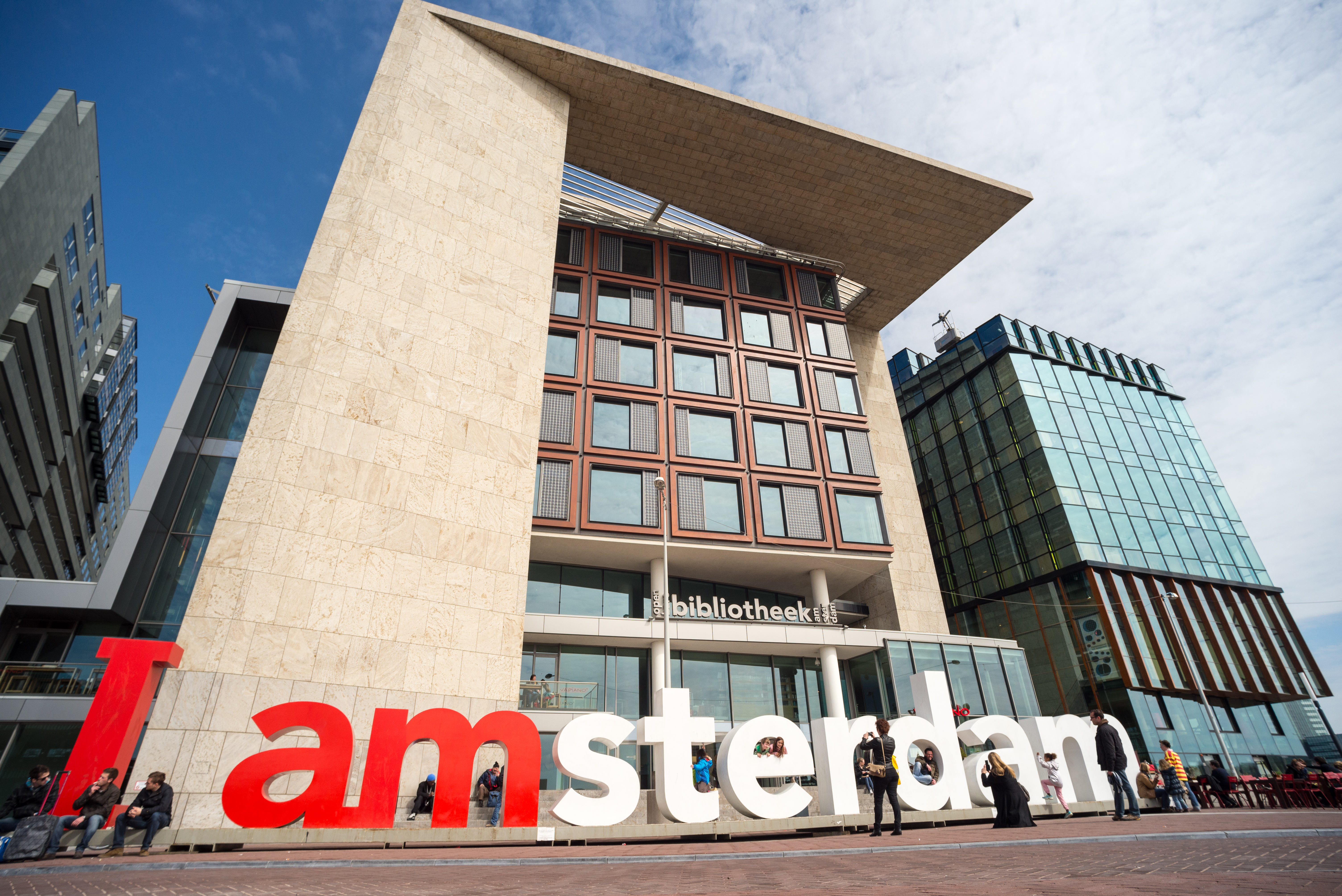
阿姆斯特丹公共图书馆

## 服务设施

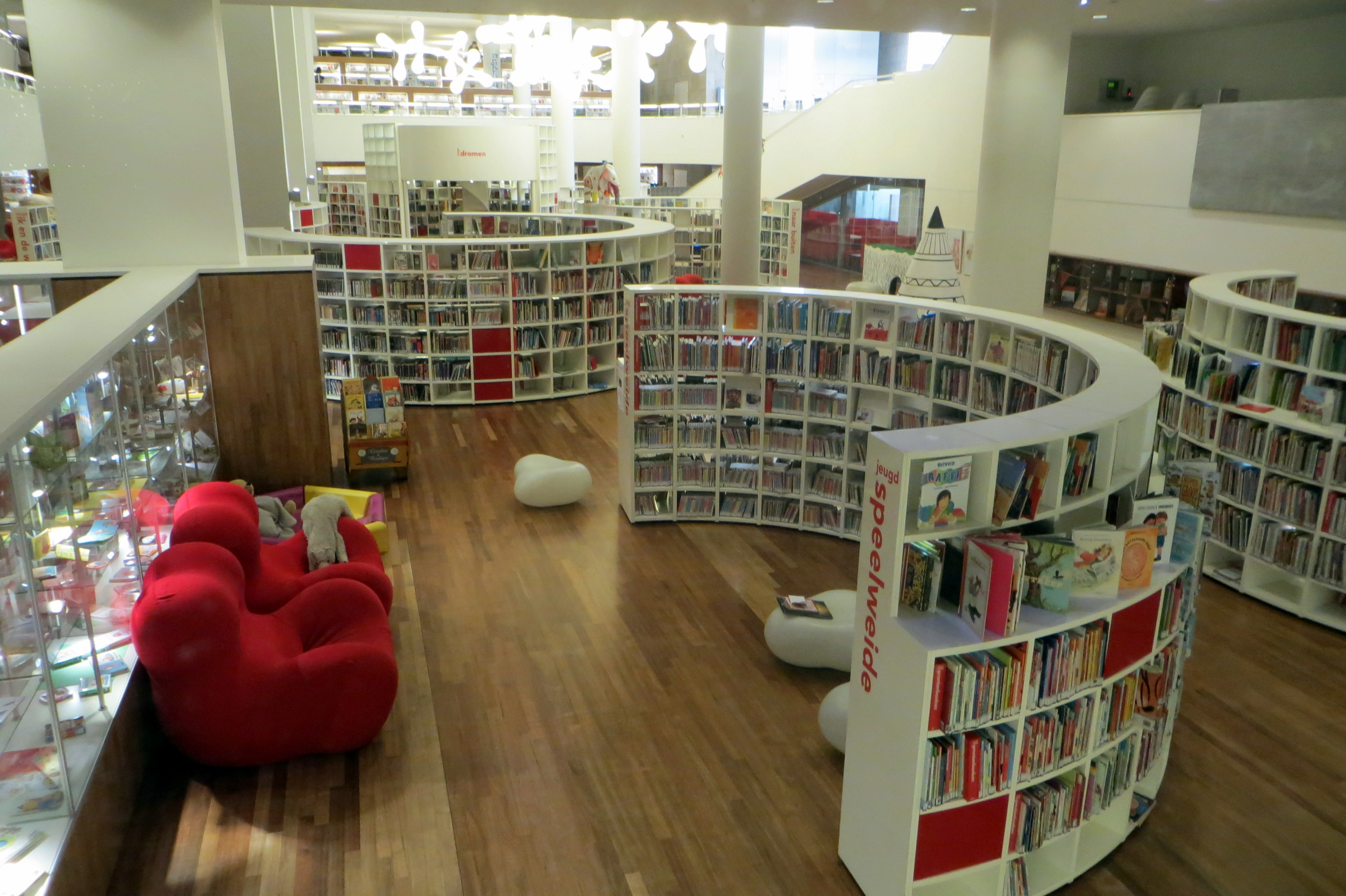

中央图书馆每周七天从早上10点到晚上10点营业。全自动借书还书系统，图书馆不仅拥有打印处，还添置了一些不常见要素，比如两处广播电台。
图书馆有一处展览区域，可以旋转展示设计、艺术和图书相关的作品，所有的展览都是免费面向公众。

## 荷兰最佳图书馆
2012年阿姆斯特丹公共图书馆被选为荷兰最佳图书馆。